# Chiesa dei Santi Pietro e Paolo (Arluno)
La chiesa dei Santi Pietro e Paolo è la parrocchiale di Arluno, in città metropolitana ed arcidiocesi di Milano; fa parte del decanato Villoresi.

## Storia
Si sa che, anticamente, la chiesa di Arluno era filiale della pieve di Parabiago.
L'attuale parrocchiale venne costruita tra il 1762 ed il 1769 da Giulio Galliori (futuro sovrintendente dell'opera della cattedrale di Milano) per interessamento del cardinale Giuseppe Pozzobonelli, arcivescovo di Milano per quattro decenni, e rimase poi di proprietà della famiglia del prelato, che legò gran parte della propria storia al borgo, essendone feudataria. La chiesa fu aperta al culto nel 1770 ed ufficialmente consacrata dallo stesso Pozzobonelli il 17 settembre 1775.
Nel 1972, in seguito alla soppressione del vicariato foraneo di Parabiago, la chiesa venne aggregata al decanato di Magenta.

## Descrizione

### Chiesa

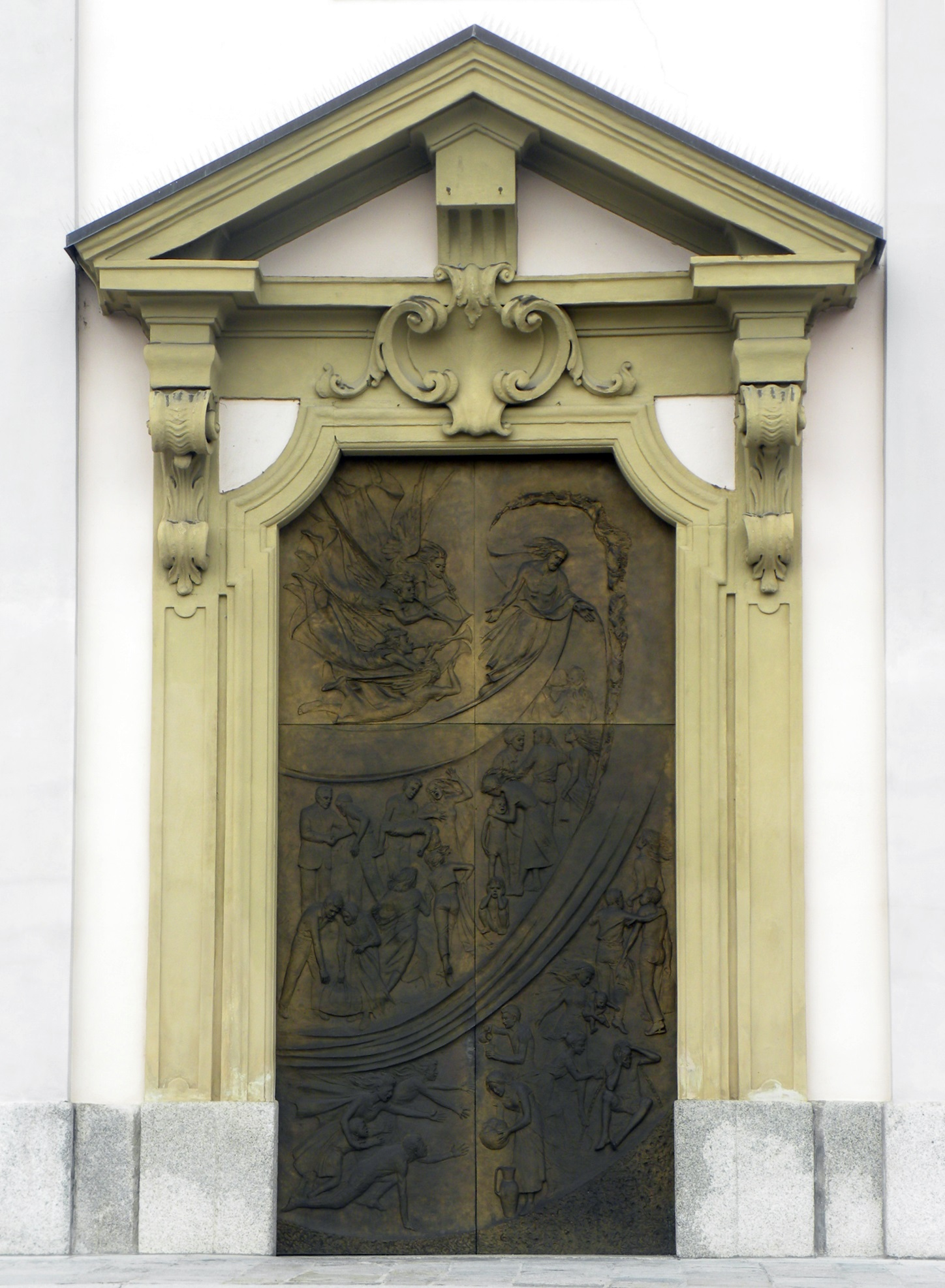
Portale della chiesa

La chiesa si presenta esternamente e internamente in forme e stili settecenteschi, con strabilianti esempi di architettura scenografica quali la facciata barocca, le splendide vetrate dell'abside (in stile rococò) e l'altare maggiore in legno, decorato con puttini laccati di bianco che affiancano le colonne doriche che fanno da copertura al tempietto del tabernacolo. Anticamente, la costruzione disponeva anche di un ossario che venne demolito nel 1852 assieme al vecchio campanile, sostituito con quello attualmente visibile su progetto di Ambrogio Lomeni. Ai lati dell'altare sono visibili due affreschi ad opera del pittore Gaetano Barabini. L'affresco della cupola è invece opera del pittore arlunese Rodolfo Gambini e del fratello Giuseppe. La chiesa ospita inoltre dei moderni portali bronzei realizzati dalla religiosa ed artista suor Angelica Ballan.

### Sagrato

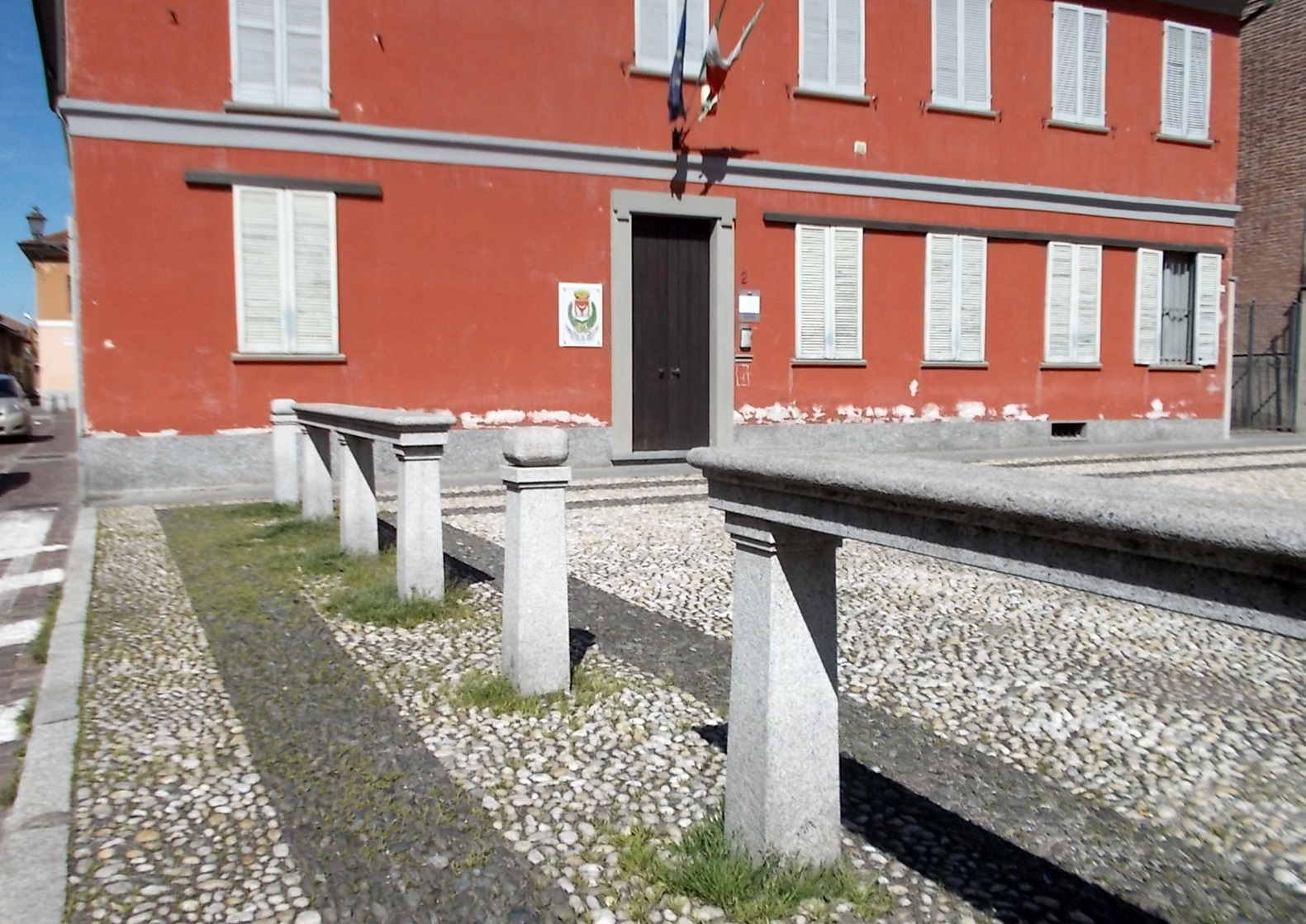
Un pezzo della famosa "sbara" di Arluno

Altro tratto caratteristico della chiesa arlunese è il sagrato, contraddistinto da una lunga balaustra in colonnine di granito (detta popolarmente la sbàra d'Arlügn) che racchiude tutto il piazzale e che venne realizzata per la prima volta nel XVIII secolo in sostituzione del precedente filare di gelsi che attorniava la piazza della chiesa. Questa delimitazione era dovuta anche al fatto che, ancora nel Settecento, il piazzale era in parte utilizzato come cimitero del borgo che venne trasferito al di fuori dei confini dell'abitato secondo le direttive dell'Editto di Saint Cloud voluto da Napoleone agli inizi dell'Ottocento, fatto che fece cadere in disuso anche la balaustra stessa. Nel 1936 durante i lavori di rifacimento del selciato antistante il sagrato la "sbara" fu rimossa. L'opera è stata poi completata nelle parti mancanti e restaurata nel 1996.